# 김영신 (축구인)
김영신(한국 한자: 金映伸, 1986년 2월 28일 ~ )은 대한민국의 전직 축구 선수로서 포지션은 미드필더이다.